# Cemitério Judaico (Kastellaun)

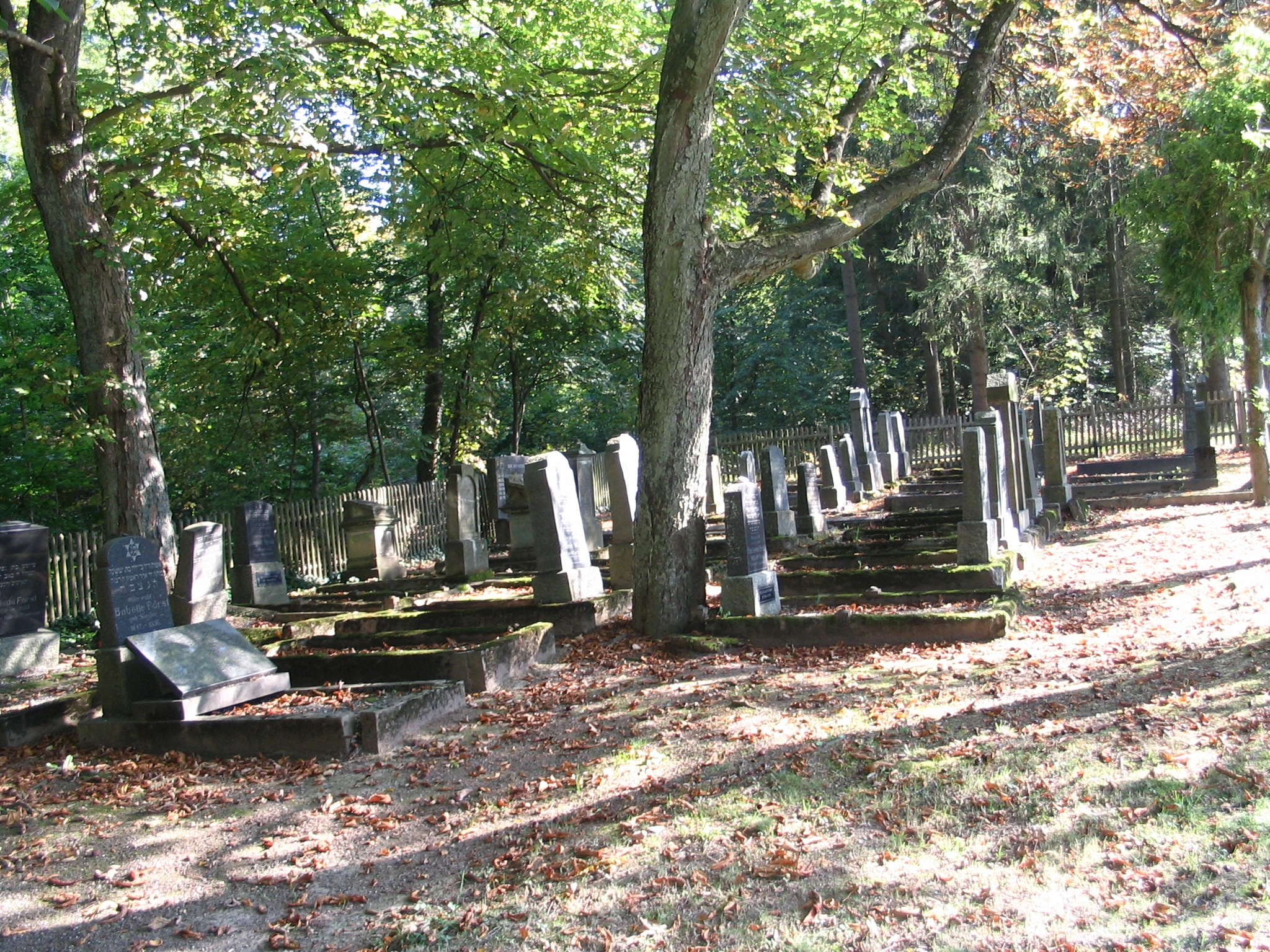
Cemitério Judaico de Kastellaun

O Cemitério Judaico de Kastellaun (em alemão:  Jüdische Friedhof in Kastellaun), Distrito do Reno-Hunsrück, Renânia-Palatinado, é um monumento cultural protegido desde 1992. Está localizado na Hasselbacher Straße, na junção com a Graf-Moltke-Straße, a cerca de 500 metros da cidade.

## História
Os crentes da comunidade judaica, que foi fundada oficialmente por volta de 1892 e tinha 90 membros em 1924 (o primeiro casal judeu é atestado em 1862), estabeleceram seu próprio cemitério já em 1879. Tem uma área de 8,50 ares. Atualmente ainda existem 35 matzevas. A lápide mais antiga é de 1885. Até 1938 o número de membros caiu para cerca de 20 a 30. O último enterro ocorreu em 1939.

## Comemoração
Em 1986 uma pedra memorial da cidade de Kastellaun foi erguida no cemitério. Na pedra está:

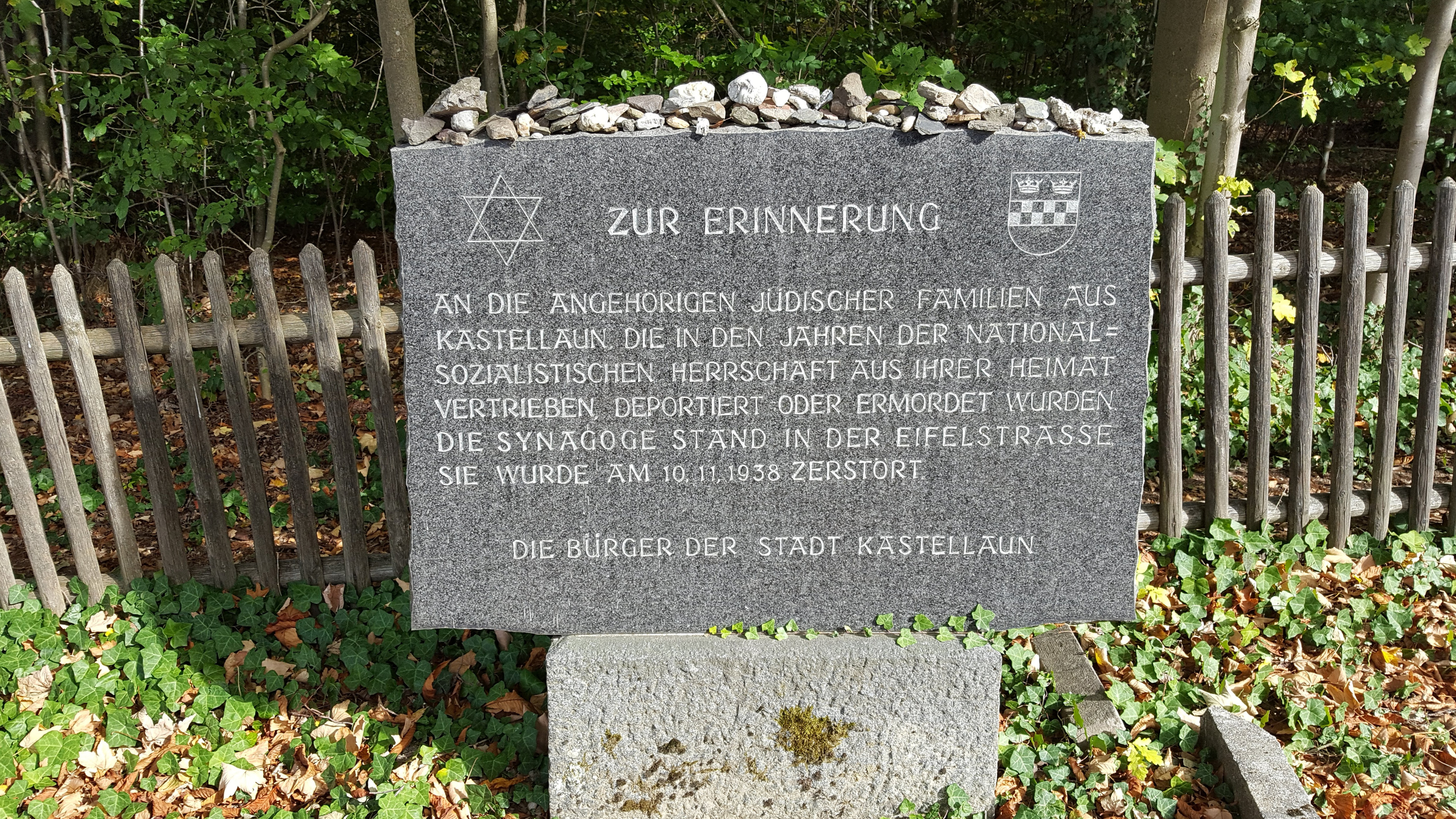

Em memória dos membros das famílias judias de Kastellaun que foram expulsos de sua terra natal, deportados ou assassinados durante os anos do governo nacional-socialista. A sinagoga ficava na Eifelstrasse. Foi destruído em 10 de novembro de 1938. Os cidadãos da cidade de Kastellaun.